# Jurkovičův dům
Lázeňský hotel Jurkovičův dům v Luhačovicích, do roku 1947 známý jako Janův dům, vznikl v letech 1901 až 1902 přestavbou starší klasicistní budovy podle projektu architekta Dušana Jurkoviče. Dvoupatrový objekt ve stylu lidové secese tvořený čtyřmi křídly zdobí řada dřevěných architektonických prvků inspirovaných lidovou architekturou. Dům je významný z hlediska moderní architektury počátku 20. století, pro což byl zařazen mezi kulturní památky.

## Historie
Léčivé prameny vyvěrající kolem dnešního Lázeňského náměstí byly poprvé popsány v roce 1581. Léčebné vlastnosti luhačovické kyselky vedly hraběte Vincence Serényiho k postavení hostince a koupelových kabin v blízkosti pramenů. Zařízení však brzy přestalo vyhovovat. V roce 1822 Jan Nepomuk Serenyi zde proto nechal postavit klasicistní jednopatrový dům, který navrhl Franz Waschitschek a byl nazván podle stavebníka Janův dům. Roku 1885 byl ještě zvětšen.
V roce 1902 byl Janův dům přestavěn podle návrhu slovenského architekta Dušana Jurkoviče. Byl zvýšen o hrázděné patro a upraven kolem dvou nádvoří, přičemž zůstal zachován charakter hotelového domu s koupelnami. V roce 1947 byl přejmenován na Jurkovičův dům. V letech 2000 až 2002 objekt prošel generální rekonstrukcí, přičemž funkce lázeňského domu zůstala zachována.

## Budova
Při přestavbě Janova domu v roce 1902 Dušan Jurkovič spojil dvě budovy do jednoho celku s téměř čtvercovým půdorysem. Původní stavba byla zvýšena o jedno patro s podkrovím. Vznikla tak dvoupatrová nepodsklepená budova s boční polygonální dřevěnou věží, která je v dolní části vyplněna šestibokými skleněnými tvárnicemi typu Falconiere. Nalevo od této polygonální věže je umístěna pamětní deska s reliéfem dr. Palka Blaha, který v letech 1901 až 1919 v Luhačovicích léčil tělesně i duševně postižené. Kordonová římsa odděluje první patro od patra druhého, které tvoří hrázděné zdivo zdobené dřevěnými prvky lidové architektury. Valbová střecha čtyřkřídlé budovy nese řadu trojúhelníkových vikýřů zakončených dřevěnými hroty. Středový prostor vytvořený čtyřmi křídly budovy (světlík) je zasklený a slouží k osvětlení vnitřních prostor lázeňského domu. Okna jsou pravoúhlá, na úrovni prvního patra zdobená šambránou, dekorativním parapetem a do oblouku tvarovanou plechovou římsou Jižní fasádu budovy zdobí na úrovni prvního patra freska Madony se sv. Cyrilem a sv. Metodějem od Jana Köhlera.

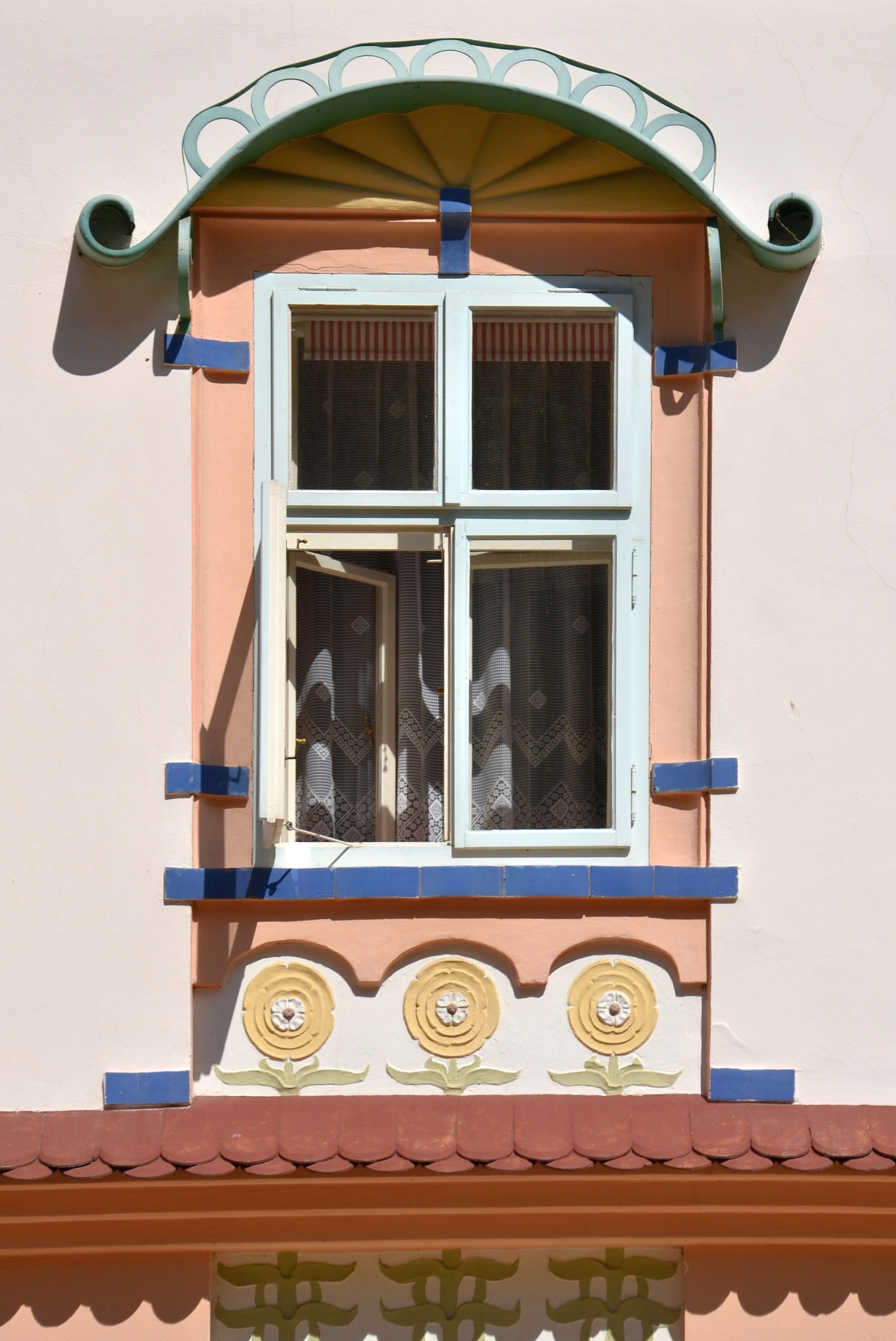
Okno 1. patra Jurkovičova domu

Vnitřní prostory jsou jednoduše uspořádané s přístupem po hlavním schodišti. Menší schodiště se nachází také v polygonální věži. Současná ubytovací kapacita lázeňského domu je 80 lůžek v pokojích vybavených dobovým nábytkem. Při rekonstrukci objektu v něm byl zřízen bazén, sauna a restaurace pro hotelové hosty. Ve stylově zařízené lázeňské kabině s mosaznou ("zlatou") vanou je k dispozici přírodní uhličitá koupel. Jurkovičův dům proto představuje propojení lidové architektury se secesí do lidové podoby tohoto stavebního slohu, kterou architekt obohatil o moderní, především anglické prvky, jak to dokládá vstupní dvoupodlažní schodišťová hala. Vzhledem k těmto charakteristikám byl v roce 1958 Jurkovičův dům zařazen na Seznam kulturních památek.